# 328-ма піхотна дивізія (Третій Рейх)

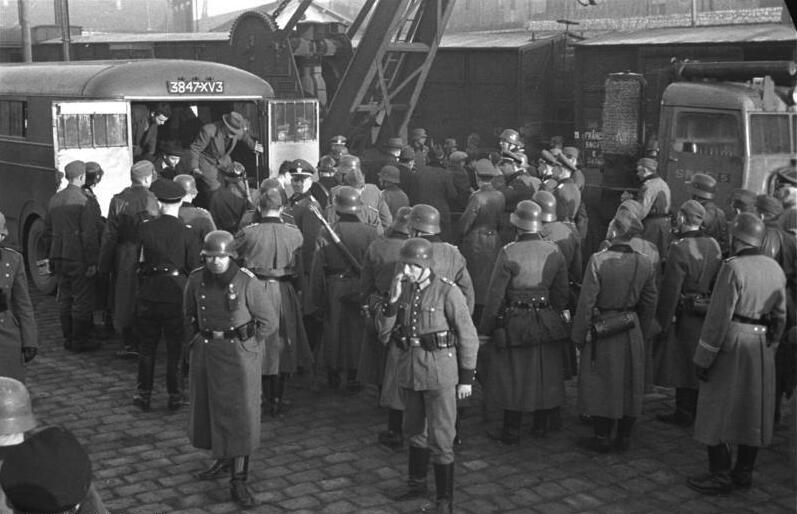
Німецькі окупанти за допомогою французької поліції депортують єврейське місцеве населення Марселя. Голокост у Франції. 24 січня 1943

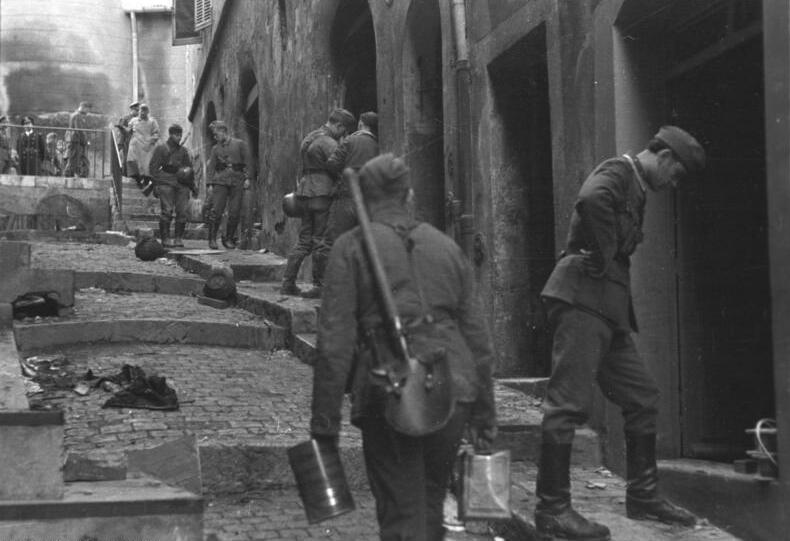
Сапери 328-ї піхотної дивізії заміновують місцеві об'єкти в смузі морського порту Марселя. Окупація Марселя. 10 лютого 1943

328-ма піхотна дивізія (Третій Рейх) (нім. 328. Infanterie-Division) — піхотна дивізія Вермахту за часів Другої світової війни.

## Історія
328-ма піхотна дивізія розпочала формування 17 грудня 1941 у Касселі в IX-му військовому окрузі під час 17-ї хвилі мобілізації Вермахту, як дивізії Валькірії.
Формування, що увійшли до складу з'єднання комплектувалися особовим складом резерву на території I-го (Мілау) та IX-го округів. Військовослужбовці, які призвалися, відносилися до так званого бойового резерву, й були готові діяти у разі загрози висадки ворожих повітряних десантів або загострення обстановки на території Генеральної губернії.
Дивізія здійснювала тренування та доукомплектування особовим складом у районах Нейденбург, Ортельсбург, Елк, Сувалки. У січні 1942 формування передислокувалося на територію Литви до Каунасу та Вільно, згодом до Молодечно й Мінська.
З 4 січня до 10 лютого 328-ма дивізія прибула до Східної Білорусі у підпорядкування групи армій «Центр» й приступила до виконання завдань антипартизанської війни в районах Борисова, Толочина, Вітебська і Орши.
Проте, вже 11 лютого 1942 була терміново перекинута до Ржевсько-Вяземського виступу, що утворився в результаті зимового наступу Червоної армії. До 1 березня частини зосередилися залізницею біля Вязьми, здійснили марш своїм ходом до району призначення і змінили на передовій по рубежу річки Вязьма виснажені частини 14-ї моторизованої дивізії. Надалі перейшли до оборони рубежу в районі Сичовка, Ладное, Бехтеєво, Варваріно.
Протягом весни та літа частини дивізії вели запеклі бойові дії за утримання визначених рубежів, у липні 1942 у складі 46-го танкового корпусу брала найактивнішу участь у ліквідації Холм-Жирковського виступу. В результаті проведення операції «Зейдліц» були оточені та знищені 39-та армія та 11-й кавалерійський корпус Червоної армії.
Протягом липня частини дивізії здійснювали зачищення рештки радянських військ та партизанів, що були розгромлені, у районах Сичовка, Духовщина, Спас-Угли.
328-ма піхотна дивізія вела оборонні та контрнаступальні дії в районі Ржева до жовтня 1942 року, коли через значні втрати в особовому складі отримала наказ на відведення з передової та відправлення до Північної Франції на переформування й доукомплектування.
19 жовтня 1942 дивізія прибула у визначений район Шалон-ан-Шампань, де увійшла в підпорядкування армійської групи «Фельбер», у складі якої взяла участь в окупації вішістської Франції за планом операції «Антон».
Протягом зими та весни 1942–1943 року з'єднання виконувала окупаційні функції на півдні Франції, а також завдання берегової оборони у районах Марселя, Кассі, Обань, Гарданн.
8 травня 1943 дивізії був відданий наказ на зосередження у Авіньйоні та Тарасконі для подальшої підготовки для відправлення на Східний фронт.
24 травня підрозділи дивізії залізницею прибули із Західної Європи й зосередилися в районі українського містечка Красноград.
До початку операції «Цитадель», з 5 по 30 червня 1943 дивізія змінила на займаних позиціях 198-му піхотну дивізію і взяло участь у підготовці оборонних районів та позицій поблизу населених пунктів Карлівка, Андріївка і Балаклія та рубежів вздовж річок Берека, Лозовенька, Кам'янка, Сіверський Донець.
Після провалу німецького замислу битви на Курській дузі та переходу Червоної армії в повномасштабний наступ на Східній Україні, протягом серпня-вересня 1943 року, 328-ма дивізія з боями відступала на захід, вела оборонні бої біля Магдалинівки, Перещепине, Голубівка, Чаплинка, утримувала позиції по Дніпру, прикриваючи відхід німецьких військ за водну перешкоду.
У жовтні 1943 веде запеклі бої на правому березі Дніпра поблизу Аули, Пролетарське, Петрівка, Пушкарівка.
26 жовтня 1943 через серйозні втрати в особовому складі та техніці під час оборонних боїв на Дніпрі, дивізія перетворена на 328-му дивізійну групу й введена до складу 306-ї піхотної дивізії.
Згодом з'єднання виведене з передовій й відправлене у тил до Нового Бугу та Апостолове, де до 20 листопада частини зазнали переформування, реабілітації та відновлення боєздатності. 21 листопада рештки вцілілої дивізійної групи у складі 306-ї дивізії відправлені до Бретані у Юельгоа й Каре-Плуге.
До 1 грудня 1943 дивізійна група зосередилася у визначеному районі в підпорядкуванні Головнокомандування Вермахту «Захід» і подальший бойовий шлях проходила, як складова частина 306-ї дивізії.

## Райони бойових дій
- Німеччина, Генеральна губернія (грудень 1941 — січень 1942);
- СРСР (центральний напрямок) (січень — жовтень 1942);
- Франція (жовтень 1942 — травень 1943);
- СРСР (південний напрямок) (травень — жовтень 1943);
- Франція (листопад 1943).

## Командування

### Командири
- генерал-лейтенант Альберт Фетт (нім. Albert Fett) (17 — 30 грудня 1941);
- оберст, з 1 січня 1942 генерал-майор Вільгельм Беренс (нім. Wilhelm Behrens) (30 грудня 1941 — 3 квітня 1942);
- оберст, з 1 червня 1942 генерал-майор, з 1 березня 1943 генерал-лейтенант Йоахім фон Тресков (нім. Joachim von Tresckow) (3 квітня 1942 — 30 листопада 1943).

### Підпорядкованість
| Час      | Корпус                                       | Армія                                        | Група армій (округ)                          | Штаб                                         |
| -------- | -------------------------------------------- | -------------------------------------------- | -------------------------------------------- | -------------------------------------------- |
| 1941     |                                              |                                              |                                              |                                              |
| грудень  | —                                            | —                                            | I-й військовий округ                         | Кассель Мілау                                |
| 1942     |                                              |                                              |                                              |                                              |
| січень   | z. Vfg.                                      | z. Vfg.                                      | ОКХ                                          | —                                            |
| квітень  | —                                            | 9-та армія                                   | Група армій «Центр»                          | Ржев                                         |
| липень   | XXXXVI-й тк                                  | 9-та армія                                   | Група армій «Центр»                          | Ржев                                         |
| серпень  | VI-й ак                                      | 9-та армія                                   | Група армій «Центр»                          | Ржев                                         |
| вересень | XXVII-й ак                                   | 9-та армія                                   | Група армій «Центр»                          | Ржев                                         |
| жовтень  | —                                            | 9-та армія                                   | Група армій «Центр»                          | Ржев                                         |
| листопад | LXXXIII-й ак                                 | Армійська група «Фельбер»                    | Група армій «D»                              | Марсель                                      |
| 1943     |                                              |                                              |                                              |                                              |
| січень   | LXXXIII-й ак                                 | Армійська група «Фельбер»                    | Група армій «D»                              | Марсель                                      |
| червень  | z. Vfg.                                      | Армійська група «Кемпф»                      | Група армій «Південь»                        | Харків                                       |
| липень   | LVII-й тк                                    | 1-ша танкова армія                           | Група армій «Південь»                        | Ізюм                                         |
| жовтень  | LII-й ак                                     | 1-ша танкова армія                           | Група армій «Південь»                        | Дніпро                                       |
| листопад | LVII-й тк                                    | 1-ша танкова армія                           | Група армій «Південь»                        | Дніпро                                       |
| грудень  | у складі 306-ї пд, як 328-ма дивізійна група | у складі 306-ї пд, як 328-ма дивізійна група | у складі 306-ї пд, як 328-ма дивізійна група | у складі 306-ї пд, як 328-ма дивізійна група |

### Склад
| Січень 1942                            | Листопад 1942            |
| -------------------------------------- | ------------------------ |
| 547-й піхотний полк                    | 548-й гренадерський полк |
| 548-й піхотний полк                    | 549-й гренадерський полк |
| 549-й піхотний полк                    | 569-й гренадерський полк |
| 328-й артилерійський полк              |                          |
| 328-й інженерний батальйон             |                          |
| 328-й протитанковий батальйон          |                          |
| 328-й розвідувальний батальйон         |                          |
| 328-й дивізійний батальйон зв'язку     |                          |
| 328-ме дивізійне управління постачання |                          |
|                                        | 328-й запасний батальйон |